# Strada statale 86 Istonia
La strada statale 86 Istonia (SS 86) è una strada statale molisana e abruzzese, che si snoda dalla zona appenninica del Sannio fino alla costa dell'Abruzzo, più precisamente dipanandosi dalla strada statale 17 dell'Appennino Abruzzese e Appulo Sannitica presso Forlì del Sannio, in provincia di Isernia, fino a raggiungere la stazione di Vasto Marina, in provincia di Chieti, passando attraverso località quali Carovilli, Agnone, Cupello, e Vasto.
Questa strada vanta il ponte stradale più alto d'Italia: il Viadotto Sente,  con i suoi 185 m di altezza, e situato sull'omonimo fiume, al confine tra Abruzzo e Molise, tra i comuni di Belmonte del Sannio e Castiglione Messer Marino.
Nata come strada statale, è stata in seguito declassata a strada provinciale ed è tornata ad essere strada statale nel 2024.

## Gestione
In seguito al decreto legislativo n. 112 del 1998, dal 2001 la gestione è passata dall'ANAS alla Regione Molise e Regione Abruzzo, le quali hanno provveduto al trasferimento dell'infrastruttura al demanio delle rispettive Provincia di Isernia e Provincia di Chieti. Nel 2024 torna ad essere strada statale gestita da ANAS in considerazione della sua importanza per l'entroterra abruzzese e per le importanti infrastrutture come viadotti e gallerie che interessano il tratto vicino ad Agnone.